# Cyphinioides
Cyphinioides – rodzaj stawonogów z wymarłej gromady trylobitów, z rzędu Proetida.
Żył w okresie karbonu (wizen – serpuchow).